# Транзи
Транзи́ (фр. transi — оцепеневший) — композиционный тип скульптурных надгробий, выполненных в виде частично разложившегося тела. Такие надгробия создавали в искусстве стран Западной Европы в период позднего Средневековья и Северного Возрождения.
Впервые такие надгробия появились в некоторых районах Северной Европы в конце XIV века. Они могли представлять собой фигуру, целиком закутанную в саван, скелет, обтянутый остатками кожи, разлагающийся труп с виднеющимися внутренностями или покрытый жабами и змеями.
На протяжении XV и XVI веков транзи получили распространение на территории Северной Европы. В Англии чаще изображали иссохшие тела, в то время как в Австрии и Германии преобладали фигуры, покрытые змеями и жабами, а во Франции, Бургундии и Шотландии — фигуры, закутанные в погребальные пелены. Во Франции скульпторы нередко создавали статуи в виде тел, изъеденных червями. В XVI веке во Франции появился ещё один тип, изображавший нагие трупы лишь несколько часов спустя после смерти.
Транзи могли располагаться на могиле по-разному. В некоторых случаях они могли быть вырезаны в нижней части большого барельефа, представлявшего какую-либо религиозную сцену. В Германии небольшая фигура транзи могла быть изображена в нижней части фамильного герба. Иногда фигуру в натуральную величину вырезали на могильной плите. Транзи могли дополняться небольшой фигурой молящегося, расположенной выше, которая олицетворяла душу умершего. Были распространены и сложные скульптурные надгробия, в которых фигура транзи сочеталась со скульптурным изображением живого человека. Оба изваяния выполняли в натуральную величину, причём в Англии их располагали в лежащем положении одно над другим, а во Франции фигура живого человека могла быть выполнена в коленопреклоненной позе. В обоих случаях транзи располагались ниже второй фигуры.
Смысл и назначение транзи до настоящего времени не получили достаточного объяснения. Некоторые ранние авторы полагали, что они служат буквальной иллюстрацией того, что происходит с телом умершего после смерти. Многие современные исследователи сходятся в том, что такие композиции являются частью широкой темы «memento mori» (напоминания живым о неизбежности смерти) и относятся к макабрическим сюжетам (фр. macabre, итал. macabrо — могильный, загробный, мрачный) — одного из вариантов европейской иконографии бренности человеческого бытия.
Одним из самых знаменитых скульптурных произведений «транзи» является надгробие «Памятник сердцу Рене де Шалона» работы лотарингского скульптора Лижье Ришье (ок. 1547).

## Галерея
- Транзи медика Гийома де Арсиньи. 1394
- Транзи Ричарда Флеминга. Англия, XV в. Нижняя фигура — транзи, а верхняя изображает живого человека
- Транзи в виде барельефа. Франция
- Транзи в Тьюкберийском аббатстве. Монумент предназначался для Джона Уэйкмана, который был аббатом в 1531—1539 годах, но похоронен в другом месте
- L'Homme à moulons (Человек с червями). Буссю, Бельгия
- Памятник сердцу Рене де Шалона. Ок. 1547. Церковь Сент-Этьенн, Бар-ле-Дюк, Франция
- Памятник сердцу Рене де Шалона. Деталь